# Livre (Marne)
Die Livre ist ein kleiner Fluss im Nordosten von Frankreich, der im Département Marne der Region Grand Est südlich der Stadt Reims verläuft.

## Geografie

### Verlauf
Die Livre entspringt an der Gemeindegrenze von Ludes und Ville-en-Selve, entwässert in einer S-Kurve generell Richtung Südsüdwest durch den Regionalen Naturpark Montagne de Reims und mündet nach rund 15 Kilometern im Gemeindegebiet von Aÿ-Champagne als rechter Nebenfluss in die Marne. Knapp vor der Mündung unterquert die Livre den parallel zur Marne verlaufenden Schifffahrtskanal Canal latéral à la Marne.

### Orte am Fluss
(Reihenfolge in Fließrichtung)
- Ville-en-Selve
- Louvois, Gemeinde Val de Livre
- Tauxières, Gemeinde Val de Livre
- Fontaine-sur-Ay
- Avenay-Val-d’Or
- Mareuil-sur-Ay, Gemeinde Aÿ-Champagne